# Anthela callileuca
Anthela callileuca là một loài bướm đêm thuộc họ Anthelidae. Loài này có ở Úc.